# Alexandre-Gabriel Decamps
Alexandre-Gabriel Decamps (París, 3 de marzo de 1803 - Fontainebleau, 22 de agosto de 1860) fue un pintor francés, conocido por sus obras orientalistas.

## Biografía
En su juventud, viajó por Oriente, y su reproducción fiel y naturalista de la vida y paisajes de la región sorprendió a los críticos, que reconocieron su trabajo incluyéndolo en la escuela romántica francesa como uno de sus líderes, junto a Delacroix e Ingres. En la Exposición Universal de 1855 recibió una medalla. Aunque la mayor parte de su vida la pasó en París, usó la experiencia viajera para montar escenas bíblicas como José vendido por sus hermanos, Moisés rescatado del Nilo, o sus escenas de la vida de Sansón, nueve esbozos en carboncillo y blanco. De su pintura histórica puede destacarse la Derrota de los cimbrios, representando una horda de bárbaros frente a un ejército disciplinado. Pintor variado y fecundo, visitó Barbizón y reflejó la vida cotidiana en Francia (así como también de Argelia) en una amplia serie de pinturas de género.

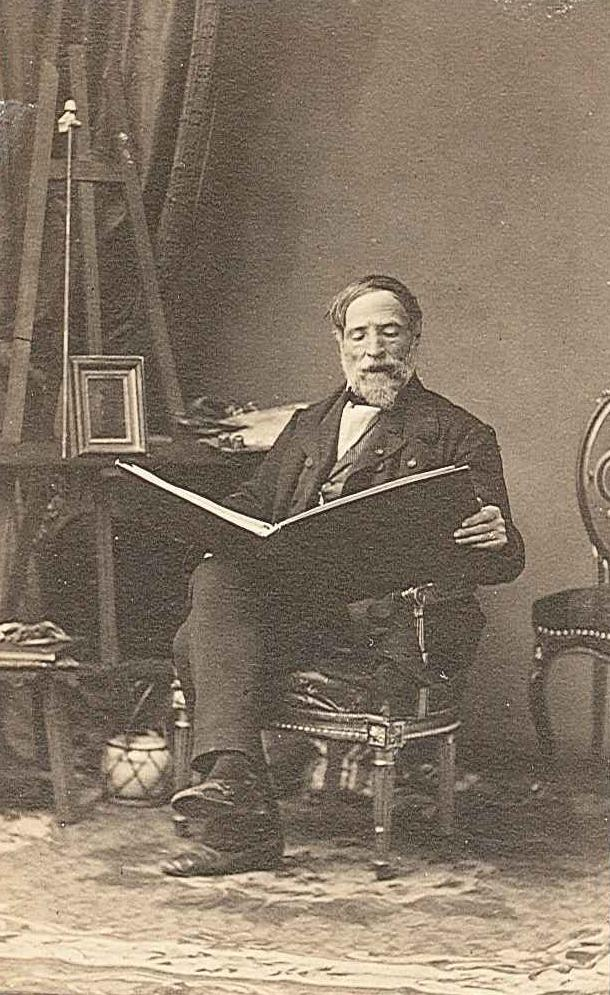
Alexandre-Gabriel Decamps, fotografiado hacia 1855.

Fue un apasionado de los deportes y los animales, especialmente los perros, caballos y monos, que pintó con humor. Murió en 1860, al ser derribado de un caballo mientras cazaba en Fontainebleau.